# 'A tazza 'e cafè
'A tazza 'e cafè è una canzone napoletana, scritta da Giuseppe Capaldo e musicata da Vittorio Fassone.

## Descrizione
La storia narra di come Giuseppe Capaldo, già autore della fortunata canzone Comme facette mammeta, lavorasse come cameriere nel caffè Portoricco in via Sanfelice al centro di Napoli. La cassiera del locale, avvenente, ma dal carattere assai scontroso, si chiamava Brigida e da lei erano attratti molti uomini.
Tra questi vi era il giovane Capaldo, che compose i versi della canzone nel 1918. In seguito chiese al cavalier Vittorio Fassone, appassionato di canzoni napoletane e compositore dilettante, di scriverne la musica.
La canzone ebbe un successo strepitoso e duraturo, essendo cantata ed incisa da molti artisti, tra i quali figurano Roberto Murolo, Maria Paris, Gabriele Vanorio, Claudio Villa, Bruno Venturini, l'Orchestra Italiana di Renzo Arbore, Milva, Gabriella Ferri, Gino Ruggiero ed Ines Cuocolo.